# Flachlandlinie

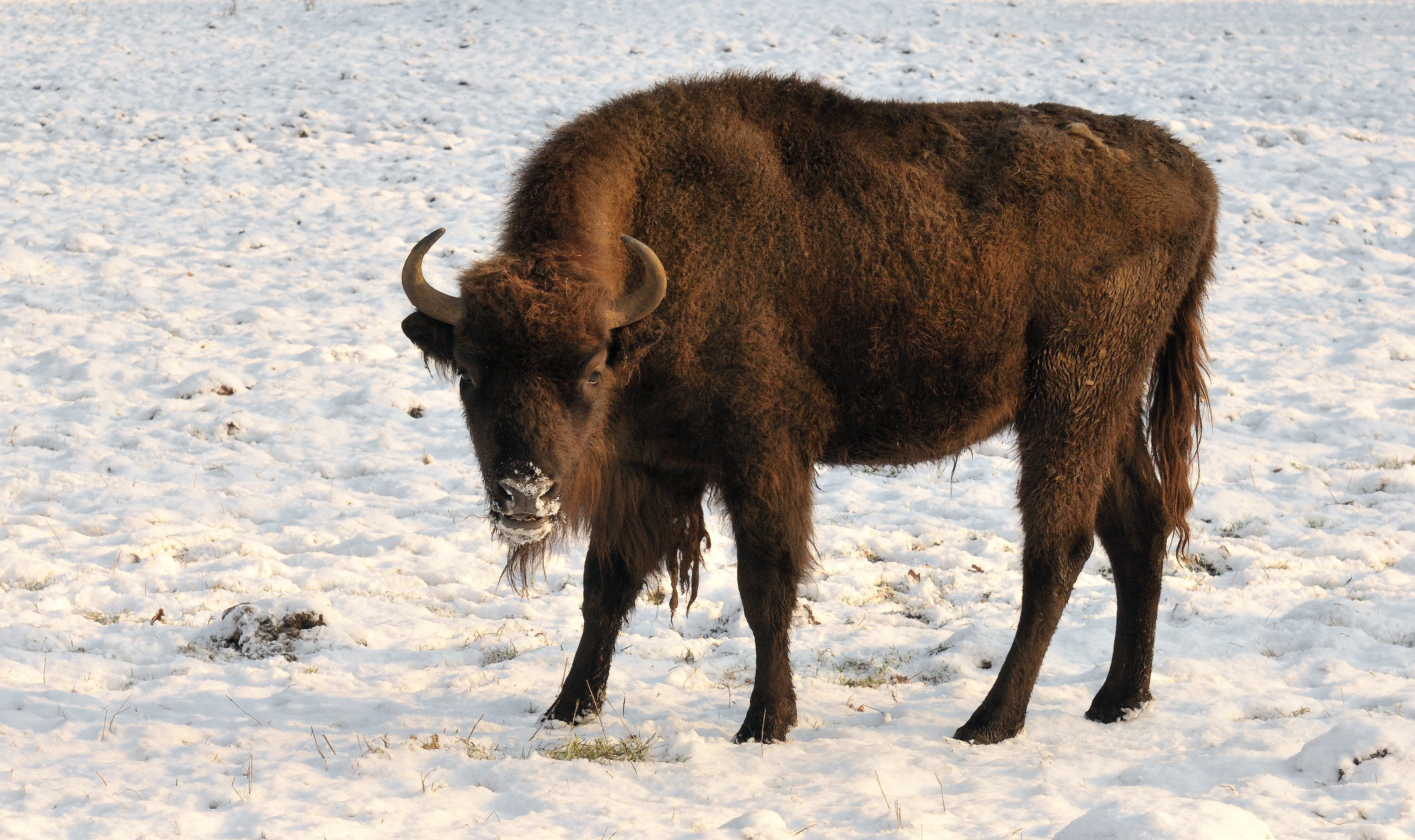
Junger reinblütiger Wisent der Flachland-Bialowieża-Linie (Bos bonasus bonasus) im Wisentgehege Springe.

Als Flachlandlinie oder Flachland-Bialowieża-Linie bezeichnet man eine Zuchtlinie bei der Erhaltungszucht der vom Aussterben bedrohten Wisente. Alle Wisente dieser Linie sind reinblütige Vertreter der Unterart Bos bonasus bonasus, des sogenannten Flachlandwisent. 
Wisente waren in den ersten Jahren nach dem Ersten Weltkrieg vom Aussterben bedroht. Die im heutigen Nationalpark Białowieża frei lebenden Wisente waren unmittelbar nach dem Krieg gewildert worden. Die Bemühungen um den Erhalt der Art begannen in den 1920er Jahren und waren auf den Erhalt der Art generell begründet. Neben einer Einkreuzung von Bisons wurde auch auf die Unterartzugehörigkeit kein Wert gelegt. Wesentlichen Anteil an der Erhaltungszucht hatte der Bulle Kaukasus, der von kaukasischen, frei lebenden Wisenten abstammte und 1908 nach Deutschland gebracht wurde, wo er unter Zuchtbedingungen mit Kühen der Unterart Flachlandwisent verpaart wurde. Seit ein hinreichender Bestand an Wisenten nachgezüchtet worden ist, wird auf den Erhalt der reinblütigen Flachlandwisente stärker Wert gelegt. Sie bilden die sogenannte Flachlandlinie und werden nicht mehr mit Tieren der sogenannten Flachland-Kaukasus-Linie oder Hochlandlinie verpaart, die alle auf den Bullen Kaukasus zurückgehen.
Innerhalb der Flachlandlinie wird die sogenannte Pleß-Linie separiert. Es handelt sich dabei um reinblütige Flachlandwisente, die auf einen Bullen und vier Kühe zurückgehen, die 1865 als Geschenk für Hans Heinrich XI. von Hochberg, den Fürsten von Pleß, aus dem Urwald von Białowieża in die Pleßer Wälder gebracht wurden. Sie wurden dort über einige Jahrzehnte hinweg isoliert gezüchtet. Große Bedeutung hat in der heutigen Erhaltungszucht der Bulle Plisch mit der Zuchtbuchnummer 229, der 1936 von Pleß wieder nach Białowieża zurückgebracht wurde. Von ihm stammen fast alle zurzeit im Urwald von Białowieża lebenden Wisente der Flachlandlinie ab. 